# Karsten Oswald
Karsten Oswald (* 30. Juni 1975 in Köthen (Anhalt)) ist ein deutscher Fußballtrainer und ehemaliger
-spieler.

## Karriere
In der Jugend spielte Karsten Oswald für Motor Köthen, den Halleschen FC und Hertha Osternienburg. Von 1996 bis 1999 spielte er für den VfL Halle 1896 in der viertklassigen Oberliga Nordost und trug in seiner letzten Spielzeit zum Aufstieg in die Regionalliga Nordost bei. Oswald jedoch wechselte zum Zweitligisten Chemnitzer FC, bei dem er zum Stammspieler avancierte.
Sein Debüt im bezahlten Fußball gab er am 13. August 1999 (1. Spieltag) beim 2:0-Sieg im Heimspiel gegen Borussia Mönchengladbach. Nach dem Abstieg der Mannschaft aus der 2. Bundesliga am Saisonende 2000/01 schloss er sich Rot-Weiß Erfurt in der drittklassigen Regionalliga Nord an. Zur Saison 2002/03 wechselte er zu den Amateuren des FC Bayern München in die Regionalliga Süd, um dort als erfahrener Spieler die junge Mannschaft zu führen. Nach zwei Jahren in München kehrte er nochmals in die 2. Bundesliga zurück und spielte bis 2006 für Dynamo Dresden, deren Leistungsträger er auch dort wurde. Während der zweijährigen Zugehörigkeit gelangen ihm auch seine einzigen Zweitligatore, wobei ihm sein erstes von vieren am 7. August 2004 (1. Spieltag) beim 3:1-Sieg im Heimspiel gegen den MSV Duisburg mit dem Treffer zum 1:1 in der 67. Minute gelang.
Von 2006 bis 2008 spielte Oswald für den FC Sachsen Leipzig in der viertklassigen Oberliga Nordost. Danach wechselte er zur Saison 2008/09 zum ZFC Meuselwitz in die (nun) fünftklassige Oberliga Nordost (bedingt durch die Einführung der 3. Liga). Mit dem Verein schloss er die Saison in der Staffel Süd als Meister ab, der den Aufstieg in die viertklassige Regionalliga Nord bedeutete und in der er seine Spielerkarriere am Saisonende 2011/12 mit dem neunten Platz beendete.
Mit Beginn der Saison 2012/13 übernahm Oswald die Position des Co-Trainers beim ZFC Meuselwitz an der Seite von Holm Pinder. Dem vorausgegangen war ein berufsbedingtes Ausscheiden des vormaligen Assistenztrainers Jan Vollrath. In der Saison 2014/15 betreute er die erste Mannschaft allein verantwortlich. Zur Saison 2017/18 übernahm er das Traineramt beim Oberligisten Askania Bernburg.
Im Sommer 2020 wechselte er zu Sachsenligist BSG Stahl Riesa, wo er zwei Saisons lang tätig war, ehe er – über die Station beim VfB Empor Glauchau in der Saison 2022/23 – im Juli 2023 zum VFC Plauen wechselte. Er stieg in der Saison 2023/24 mit Plauen in die Regionalliga auf. Als Tabellenletzter wurde er am 21. März 2025 von seinen Aufgaben entbunden und durch Sedat Gören ersetzt.

## Sonstiges
Der Linksfuß spielte zwar im defensiven Mittelfeld, war aber trotzdem ein exzellenter Vorbereiter und zudem ein guter Freistoßschütze. „Ossi“ oder „Kampfschwein“, wie er wegen seines kraftvollen Auftretens scherzhaft genannt wurde, galt als ein geborener Führungsspieler, der immer versuchte, schwierige Situationen zu klären.